# Thoirdelbach mac Taigd Cael Uisce Ó Briain
Thoirdelbach Mór mac Taigd Cael Uisce Ó Briain (mort en août 1306) fut corégent du royaume de Thomond de 1277 à 1284 puis seul roi jusqu'à sa mort.

## Origine
Thoirdelbach Mór mac Taigd (anglicisé en Turlough O'Brien) est le fils ainé de Tagdh Cael Uisce et de son épouse Finola fille de Cenetig mac Cenetig mac Murtogh O'Brien. Son père est le fils ainé et Tanaiste prédécédé du roi Conchobar Roe O' Brien. Il est ainsi à l'origine du « clan Turlough » qui s'oppose au « clan Briain » issu de son oncle Brian Ruaidh Ó Briain

## Règne
En 1275 Sioda mac Neill mac Conmara (anglais : McNamara), qui avait proclamé roi Brian Ruadh Ó Briain, s'élève contre lui et prend le parti de son neveu Thoirdelbach mac Taigd Cael Uisce Ó Briain. Leurs forces expulsent Brian de sa forteresse de Clonroad et l'obligent à fuir au-delà du Shannon avec son fils Donnchad et ses autres fidèles. À la recherche d'alliés Brian se tourne vers Thomas de Clare. Par cet acte il est à l'origine de la rivalité entre  famille de Clare et les de Burgh car peu de temps avant Toirdelbach s'était lui-même allié avec les de Burgh du Connacht.
Après un combat à Limerick, les forces des alliés prennent Clonroad en l'absence de Toirdelbach. Rassemblant toutes ses forces, Brian continue son avance jusqu'à Quin dans ce qui est maintenant le comté de Clare. Les adversaires se rencontrent de nouveau à  Moygressan en 1277, où Brian et ses alliés  sont défaits par Toirdelbach après une longue bataille. Ensuite les forces de Brian et des siens refluent jusqu'au château de Bunratty la nouvelle forteresse des de Clare. C'est là que Brian Ó Briain est exécuté par son allié anglo-normand Thomas de Clare le 11 mai 1277.
La guerre civile entre les Ui Brien se poursuit entre Thoirdelbach Mor et ses alliés de Burgh et le fils ainé de Brian, Donnchad mac Briain Ó Briain qui s'est réconcilié avec la famille de Clare. En 1280 le conflit s'apaise un temps quand Thomas de Clare  tente d'imposer une partition du comté de Thomond accordant l'ouest à  Donnchad/Donogh et l'est à Toirdlebach. Ce dernier n'est guère disposé à l'idée de ne régner que sur un demi-royaume et les hostilités reprennent jusqu'à ce que Donogh soit trahi par ses amis et traitreusement tué en 1284 pendant qu'il se baignait près de l'Île Magrath dans le Fergus près du château de Clare et que Toirdelbach demeure seul souverain. En 1280 Thomas de Clare établit un important château forteresse à Quin mais il est détruit dès 1285 par les McNamara. Il meurt en 1287 laissant deux jeunes fils Gilbert et Richard. La minorité des deux héritiers permet à Toirdelbach de terminer paisiblement son règne et sa vie en août 1306 et d'être inhumé dans sa fondation de Inis Mac nInill, sans connaître d'opposition importante des anglo-normands

## Unions postérité
Turlough contracte trois unions : d'abord avec Sabina fille de Tagdh Mac Carthy de Dun Mac Tonain qui ne lui donne pas d'enfant puis avec Orfalth fille de Domnall Óg Mac Carthy dont,:
- Donnchad mac Toirdhelbaich, ancêtre du sept de Glankeen.
- Muircheartach mac Toirdhelbaich Ó Briain
- Diarmait mac Toirdhelbaich Ó Briain

Il se remarie enfin avec Sabina O'Cenetig de Muscry Tir dont:
- Conchobar (mort à Thurles le 12 juillet 1329)
- Domnall

## Sources
- (en) T.W Moody, F.X. Martin, F.J. Byrne A New History of Ireland IX Maps, Genealogies, Lists. A companion to Irish History part II . Oxford University Press réédition 2011  (ISBN 9780199593064). « O'Briens: Ó Briain Kings and Earls of Thomond 1168-1657 » p. 219-220 & « O'Briens: Ó Briain Kings and Earls of Thomond 1168-1657 » généalogie n°23 p. 152.
- (en) Goddard Henry Orpen (Introduction de Seán Duffy), Ireland under the Normands 1169-1333, vol. IV, Dublin, Four Courts Press (réédition), 2005, 633 p. (ISBN 9781846828188), p. 461-486 The Normands in Thomond
- (en) A Timeline of Irish History, Richard Killen Gill & Macmillan Dublin (2003)  (ISBN 07171-3484-9).
- (en) Joe Power The Normands in Thomond Clare County Library p. 1